# Catalogul colecției Aventura

Coperta volumelor cu romanul Căpitanul Casse-Cou din cadrul colecției Aventura - în stânga versiunea de la Editura Tineretului din 1966, în dreapta versiunea de la Editura Albatros din 1971

Editura Tineretului și apoi Editura Albatros au lansat sub numele „Aventura” o serie de volume de romane și ficțiune scurtă în genul aventuri ale unor autori români (Dragoș Vicol, Leonida Neamțu, Vlad Mușatescu, Theodor Constantin, Rodica Ojog-Brașoveanu și alții) sau străini (ca de exemplu Agatha Christie, Georges Simenon, Arthur Conan Doyle, Robert Louis Stevenson sau Louis Henri Boussenard).
La Editura Tineretului volumele au apărut cu simbolul stilizat al literei a desenat pe toată coperta.
La Editura Albatros volumele au apărut cu simbolul literei a desenat sus în antet, în stânga; autorul și titlul imediat în dreapta și o ilustrație sugestivă dedesubt.

## Lista volumelor

### Editura Tineretului
| Data apariției | Autor(i)                     | Titlu                                                                | Titlu original                              | Traducător(i)                        | Note / Ref.       |
| -------------- | ---------------------------- | -------------------------------------------------------------------- | ------------------------------------------- | ------------------------------------ | ----------------- |
| 1964           | Dragoș Vicol                 | Omul de la ora 13                                                    | -                                           | -                                    | ed. II - 1966     |
| 1964           | Paul Féval tatăl             | Cocoșatul (2 volume)                                                 | Le Bossu                                    | I. Igiroșianu                        | ed. II - 1970     |
| 1964           | Theodor Constantin           | Fiul lui Monte Cristo                                                | -                                           | -                                    | [ 6 ]             |
| 1964           | Leonida Neamțu               | Toporul de argint                                                    | -                                           | -                                    | ed. II - 1967     |
| 1965           | Georges Simenon              | Câinele galben                                                       | Le Chien jaune                              | Teodora Cristea                      | [ 8 ]             |
| 1965           | Theodor Constantin           | Căpitanul de cursă lungă                                             | -                                           | -                                    | [ 9 ]             |
| 1965           | Wilkie Collins               | Piatra Lunii                                                         | The Moonstone                               | Em. Serghie, A. Bantaș               | [ 10 ]            |
| 1965           | Graham Greene                | Agentul secret                                                       | The Confidential Agent                      | P. Solomon                           | [ 11 ]            |
| 1965           | Nicolae Mărgeanu             | Cercul magic                                                         | -                                           | -                                    | ed. a II-a - 1966 |
| 1965           | Ștefan Luca                  | Salcia supărată                                                      | -                                           | -                                    | [ 13 ]            |
| 1965           | Tudor Popescu                | Ecuația cu trei necunoscute                                          | -                                           | -                                    | [ 14 ]            |
| 1966           | Louis Henri Boussenard       | Căpitanul Casse-Cou                                                  | Le Capitaine Casse-Cou (1901)               | Elvira Bogdan                        | [ 15 ]            |
| 1966           | A. Korobitin                 | Crima de la muzeul figurilor de ceară                                | -                                           | Irina Andreescu                      | [ 16 ]            |
| 1966           | Arthur Conan Doyle           | Coama leului                                                         | The Adventure of the Lion's Mane            | Andrei Bantaș                        | [ 17 ]            |
| 1966           | Dimos Rendis                 | Zece ore nesfârșite                                                  | -                                           | Polixenia Carambi; Gh. Vitanidis     | [ 18 ]            |
| 1966           | Theodor Constantin           | Doamna în mov                                                        | -                                           | -                                    | [ 19 ]            |
| 1966           | Georges Simenon              | Prima anchetă a lui Maigret                                          | La Première Enquête de Maigret, 1913 (1949) | Al. Mirodan                          | [ 20 ]            |
| 1966           | Robert Louis Stevenson       | Comoara din insulă                                                   | Treasure Island                             | Filip Brunea-Fox                     | [ 21 ]            |
| 1967           | Graham Greene                | Ucigașul plătit. Divertisment                                        | A Gun for Sale                              | Petre Solomon                        | [ 22 ]            |
| 1967           | Nicolae Tăutu                | Aliatul Nr. 1 (Fals tratat de aventura și umor)                      | -                                           | -                                    | [ 23 ]            |
| 1967           | Ion Ochinciuc                | Răzbunarea Ofeliei                                                   | -                                           | -                                    | [ 24 ]            |
| 1967           | Eduard Fiker                 | Cazul C-L                                                            | Série C-L (1958)                            | Nicolae Jianu, Ionescu-Niscov Traian | [ 25 ]            |
| 1967           | Tudor Popescu                | Vulpea simte capcana                                                 | -                                           | -                                    | [ 26 ]            |
| 1967           | Charles Exbrayat             | Dormi în pace, Chaterine                                             | Dors tranquille, Katherine (1962)           | Teodora Cristea                      | [ 27 ]            |
| 1968           | Grigore Beuran               | Cifrul Petre Petrescu                                                | -                                           | -                                    | [ 28 ]            |
| 1968           | Leonida Neamtu               | Chirie pentru speranta                                               |                                             |                                      |                   |
| 1968           | Andrei Guleaski              | Aventurile lui Avakum Zahov (2 vol.)                                 | Приключенията на Авакум Захов (1962)        | C. Velichi                           | [ 29 ]            |
| 1968           | Raymond Chandler             | Astă-seară, Marlowe...                                               |                                             | Const. Popescu                       | [ 30 ]            |
| 1968           | Agatha Christie              | Cinci purceluși: triumful deducției lui Poirot                       | Five Little Pigs                            | D. I. Suchianu                       | [ 31 ]            |
| 1968           | Agatha Christie              | Cine l-a ucis pe Roger Ackroyd?                                      | The Murder of Roger Ackroyd                 | Constantin Streia; Mihai Atanasescu  | [ 32 ]            |
| 1968           | A. Grin                      | Lanțul de aur                                                        | Золотая цепь (1925)                         | Monica Bilan                         | [ 33 ]            |
| 1968           | Octavian Păscăluța           | Ucigașul va veni singur                                              | -                                           | -                                    | [ 34 ]            |
| 1969           | Leonida Neamțu               | Înotătorul rănit                                                     | -                                           | -                                    | [ 35 ]            |
| 1969           | Georges Simenon              | Cazul Louise Laboine                                                 | Maigret et la Jeune Morte (1954)            | Al. Mirodan                          | [ 36 ]            |
| 1969           | Nicolae Ștefănescu           | Asasinul din arhivă                                                  | -                                           | -                                    | [ 37 ]            |
| 1969           | Nicolae Paul Mihail          | Femeia cibernetică                                                   |                                             |                                      | [ 38 ]            |
| 1969           | Zane Grey                    | Nevada                                                               | Nevada                                      | Vera Berceanu; Cezar Radu            | [ 39 ]            |
| 1969           | Haralamb Zincă               | O crima aproape perfectă (Din caietul colonelului Călin Musceleanu). | -                                           | -                                    | [ 40 ]            |
| 1969           | Ion Ochinciuc                | Îngerul negru                                                        | -                                           | -                                    | [ 41 ]            |
| 1969           | R. Zernova                   | Lumini și umbre                                                      | Свет и тени (1963)                          | Natalia Radovici                     | [ 43 ]            |
| 1969           | E. C. Bentley                | Ultima anchetă a lui Philip Trent                                    | Trent's Last Case (1913)                    | Constantin Streia; Mihai Atanasescu  | [ 44 ]            |
| 1969           | Nicolae Tăutu                | Enigmatica Solveig                                                   | -                                           | -                                    | [ 45 ]            |
| 1969           | James Hadley Chase           | Abonament pe trenul spre iad                                         | The Guilty Are Afraid                       | Const. Popescu                       | [ 46 ]            |
| 1969           | Vintilă Corbul, Eugen Burada | Cenușă și orhidee la New York                                        | -                                           | -                                    | [ 47 ]            |
| 1970           | Gheorghe Buzoianu            | Pensiunea Camelia                                                    | -                                           | -                                    | [ 48 ]            |

### Editura Albatros
| Data apariției | Autor(i)               | Titlu                                                | Titlu original                        | Traducător(i)                                 | Note / Ref. |
| -------------- | ---------------------- | ---------------------------------------------------- | ------------------------------------- | --------------------------------------------- | ----------- |
| 1970           | Victor Eftimiu         | Tengri                                               | -                                     | -                                             | [ 49 ]      |
| 1970           | Petre Sălcudeanu       | Moartea manechinului                                 | -                                     | -                                             | [ 50 ]      |
| 1970           | Georges Simenon        | Șantajul agenției „O”                                | Les Dossiers de l'Agence O            | Teodora Cristea                               | [ 51 ]      |
| 1971           | Corneliu Buzinschi     | Nuanța albastră a morții                             | -                                     | -                                             | [ 52 ]      |
| 1971           | Bogomil Rainov         | Frumos e timpul mohorât                              | Няма нищо по-хубаво от лошото време   | Alexandra Runtova; Constanta Cananau-Batalova | [ 54 ]      |
| 1971           | Theodor Constantin     | Mătrăguna contra monseniorului                       | -                                     | -                                             | [ 55 ]      |
| 1972           | Ilie Tănăsache         | Palmyra cere rendez-vous                             | -                                     | -                                             | [ 56 ]      |
| 1973           | Florin Andrei Ionescu  | Suspecții se demască                                 | -                                     | -                                             | [ 57 ]      |
| 1973           | Rodica Ojog-Brașoveanu | Omul de la capătul firului                           | -                                     | -                                             | [ 58 ]      |
| 1974           | Gheorghe Ștefan        | Jocul nu mai are rost                                | -                                     | -                                             | [ 59 ]      |
| 1975           | Roman Kim              | Citește și arde!                                     | По прочтении сжечь (1962)             | Irina Andreescu                               | [ 61 ]      |
| 1975           | Leonida Neamțu         | Speranța pentru marele vis                           | -                                     | -                                             | [ 62 ]      |
| 1975           | Vlad Mușatescu         | De-a puia-gaia (Jocurile detectivului Conan, vol. 1) | -                                     | -                                             | [ 63 ]      |
| 1976           | Lydia Lascu-Mocanu     | Unde a greșit Ștefan Vlad?                           | -                                     | -                                             | [ 64 ]      |
| 1976           | Iuri Dold-Mihailik     | Singur printre dușmani (2 volume)                    | И один в поле воин                    | Nicolae Guma                                  | [ 65 ]      |
| 1977           | Vlad Mușatescu         | De-a bîza (Jocurile detectivului Conan, vol. 4)      | -                                     | -                                             | [ 66 ]      |
| 1977           | Rodica Ojog-Brașoveanu | Anchetă în infern                                    | -                                     | -                                             | [ 67 ]      |
| 1978           | Leonida Neamțu         | Narațiuni detective (Într-un tempo clasic, monoton)  | -                                     | -                                             | [ 68 ]      |
| 1978           | Nicolae Ștefanescu     | Enigma din arhivă                                    | -                                     | -                                             | [ 69 ]      |
| 1978           | Rodica Ojog-Brașoveanu | Al cincilea as                                       | -                                     | -                                             | [ 70 ]      |
| 1979           | Lucian Cursaru         | Ocrotiți pasărea paradis                             | -                                     | -                                             | [ 71 ]      |
| 1979           | Teodor Parapiru        | Medalionul (Roman)                                   | -                                     | -                                             | [ 72 ]      |
| 1980           | Leonida Neamțu         | Speranță pentru speranță                             | -                                     | -                                             | [ 73 ]      |
| 1980           | Georges Simenon        | Subsolurile Majesticului                             | Maigret and the Hotel Majestic (1942) | Paula Găzdaru                                 | [ 74 ]      |
| 1980           | Florin Andrei Ionescu  | Concert pentru spion și orchestră                    | -                                     | -                                             | [ 75 ]      |
| 1980           | Morogan, Salomie       | Să nu exageram!                                      | -                                     | -                                             | [ 46 ]      |
| 1982           | Andrzej Zbych          | O miză mai mare decât viața                          | Stawka_większa_niż_życie              |                                               | [ 76 ]      |
| 1984           | Adrian Adamache        | Incertitudinile comisarului                          | -                                     | -                                             | [ 77 ]      |
| 1984           | Leonida Neamțu         | Balada căpitanului Haag                              | -                                     | -                                             | [ 78 ]      |
| 1984           | Florin Andrei Ionescu  | Natură moartă cu spioni                              | -                                     | -                                             | [ 79 ]      |
| 1984           | Morogan-Salomie        | Agepsina și bătrânii                                 | -                                     | -                                             | [ 80 ]      |
| 1984           | Teodor Parapiru        | Suspiciune                                           | -                                     | -                                             | [ 81 ]      |
| 1985           | Emil Coltofeanu        | Ediția princeps                                      | -                                     | -                                             | [ 82 ]      |